# امودالا پال، بخش پراکاسام
امودالا پال، بخش پراکاسام (به انگلیسی: Amudala Palle, Prakasam district) یک منطقهٔ مسکونی در هند است که در آندرا پرادش واقع شده‌است.